# Chisapani-Talsperre
Die Chisapani-Talsperre (auch Chisapani Dam Project, Karnali-Projekt) war ein seit den 1960er-Jahren geplantes Projekt zur Errichtung einer Talsperre am Fluss Karnali in Nepal.
Es gab verschiedene Varianten des Projekts, das viele Zwecke verfolgte: Zum einen sollte Strom aus Wasserkraft erzeugt werden. Die geplante Leistung sollte 10.800 Megawatt betragen, in einer anderen Variante mit einem kleineren Bauwerk 7000 MW oder 3600 MW.
Zum anderen sah die Planung einen 270 Meter (Variante: 210 Meter) hohen Steinschüttdamm vor, der einen Stausee von 16.200 Millionen Kubikmetern aufstauen sollte. Mit dem Wasser sollte eine Fläche von 191.000 Hektar bewässert werden. Die geschätzten Gesamtkosten betrugen nach Preisen von 1989 4,89 Milliarden Dollar. Für den Bau müssten nach einer Untersuchung von Warnock (1989) 60.000 Menschen umgesiedelt werden.
Die Weltbank ließ in den 1980er Jahren eine Machbarkeitsstudie anfertigen, zog sich dann aber aus ökonomischen Gründen zurück. Der amerikanische Energiekonzern Enron war als Projektentwickler und Betreiber der Anlage im Gespräch. 1996 vergab die nepalesische Regierung eine Konzession an Enron, den Damm zu bauen bei damals geschätzten Kosten von 6 bis 8 Milliarden Dollar. Auch Enron zog sich wieder zurück, weil die Aussichten, den Strom nach Indien zu verkaufen, zu unsicher waren. 1999 und 2000 gab es noch einmal Versuche, das Projekt voranzubringen.